# 대전광역시의 역사

대전광역시의 행정 구역도

대전광역시는 한밭이라 불리던 작은 마을이었으나 경부선과 호남선 철도의 개설 등 교통의 발달로 대도시로 발달하였다.

## 삼국시대
대전은 삼국시대에 백제의 우술군에 속하였던 땅으로 신라와의 경계에 위치하여 군사적으로 매우 중요한 지역이었다. 백제가 축조한 계족산성이 남아있다.

## 남북국시대와 고려시대
남북국 시대에는 비풍군이라고 불렸으며, 고려시대에는 공주목의 회덕현에 속하였다.

## 조선시대
조선시대에 대전지역은 공주목의 직할의 일부와 회덕현, 진잠현의 영역에 속하는 지역이었다. 대전역을 중심으로 한 구도심은 한밭이라고 불리며 회덕현의 일부였다. 1900년대 초까지는 오늘날 대전시의 중심가인 대전천 주변에는 정기 시장도 없는 아주 한적한 농촌 마을이었다. 성종12년(1481년)에 발간된 동국여지승람에 공주의 산천을 설명하는 가운데 '대전천은 유성 동쪽 25리 지점에 있다.'는 설명에 대전이라는 이름이 최초로 등장한다.
조선후기 현재의 인동사거리 서쪽 대전천변에는 대전장이 있어 2일과 7일에 장이 열렸다. 당시의 행정구역은 공주군 산내면으로 되어있다.

## 일제강점기

대전부 휘장

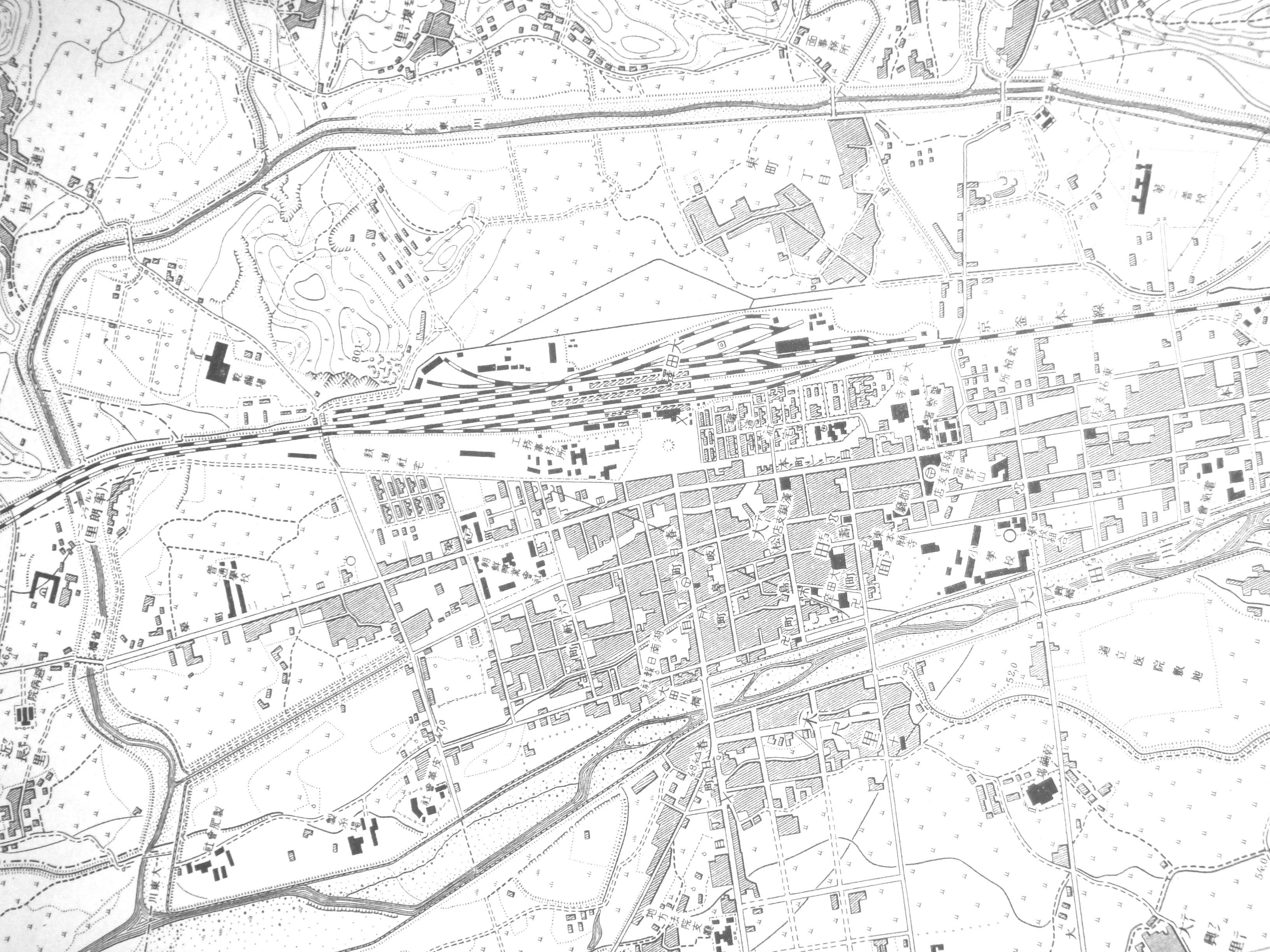
1928년 일제 강점기 당시 대전중심부

### 도시의 발전
1905년 경부선 대전역이 개통과 함께 일본인이 대전천과 대동천의 합류 지점에 거주하기 시작하면서 발전을 시작하였다. 1906년 일본인을 위한 초등교육기관이 설립되었는데, 폐교된 원동국민학교 자리에 있던 대전소학교이다. 1908년 대전우체국 전신취급소가 개소하였다. 1911년 대전에서 한국인을 위한 최초로 공립보통학교가 설립되었는데, 회덕공립보통학교로 현재의 대전삼성초등학교다. 1913년에는 진잠공립보통학교 (진잠초등학교)가 개교하였다. 1912년 대전역과 공주도청 사이로 신작로가 개설되었고 이때 목척교가 가설되었다. 1914년 호남선 철도의 개통으로 교통의 중심지로 자리를 잡았다. 지금의 동구 원동과 정동 일대가 본래의 대전으로 오타라고 불렸다. 이 시기에 천동, 효동, 삼성동을 중심으로 대전천 부근에 정미, 제사, 방적, 피혁 공업등의 경공업이 발전하였다. 1912년 조선총독부가 지방 행정 구역을 조사한 보고서에는 회덕군 산내면에 대전리가 포함되어 있다. 1910년에는 7개 정도의 공장이 있었으나 1920년에는 대전피혁주식회사 등 30개가 넘는 공장이 들어섰다. 1922년에는 대전교가 완공되었다. 1931년 경에는 대전 중심가에 상수도와 가로등이 설치되었다. 1920년경에는 대전장의 장날이 1일과 6일로 공주와 같아져서 두 장은 경쟁을 하게 되었다. 당시 공주와 대전은 1일과 6일에 대평리장은 2일과 7일에 신탄진장은 3일과 7일에 흑석리장은 4일과 9일에 유성장은 5일과 10일에 순서를 바꾸어 열렸다. 대전장의 발달로 흑석장과 진잠장은 명맥을 유지하기도 힘들었다. 대전장은 발전을 계속해 현재의 상설시장인 중앙시장으로 발전하였다.
1918년 김갑순은 중교 옆의 창고를 개조하여 '연극장'이라는 극장을 만들었는데, 1년에 3~4회씩 남사당패를 비롯하여 광대패들의 공연이 있었다. 1920년에는 일본인들인 대전의용소방대가 본정 1정목 현재 대전백화전 왼쪽에 '대전좌'라는 100명을 수용할 수 있는 다다미방으로된 극장을 세웠다. 1933년 현재 대전극장의 전신인 경심관이 김갑순에 의하여 개관되었다. 1935년에는 일본인 도츠카가 현재의 중앙극장의 전신인 대전극장을 개관하였다.

### 독립운동과 민족운동
대전에서 삼일운동에 찬동하여 첫 만세를 부른 것은 3월 3일로 인동 나무장터에서 나무꾼들이 대한독립만세를 외쳤다.   천도교들은 3월 12일 대전 남부교회 앞에서 시위를 벌였다. 또한 3월 16일에는 인동에서 만세운동이 일어났는데, 일본군 보병 80연대 3대대가 무력진압하여 산내에 사는 30대 청년으로 가마니 위에서 만세를 처음 불렀던 양사고 등 15명이 피살당했으며 수십명이 부상을 당하였다. 이날 유성장에도 지족동에 살던 이상수, 이권수 형제의 주동으로 만세를 불렀는데 300명이 참여하였다. 4월 1일에도 80연대 3대대 1개 소대가 원동에 있던 대전소학교 근처에 매복하였다가 시위대에 무차별 사격을 실시하여 박병권 등 16인이 사망하였다.
이후 민족갈등은 계급, 젠더, 문화투쟁으로 발전하였다. 이런 현상은 인동현대아파트 자리에 있었던 군시제사공장에서도 나타났다. 1932년 군시제사공장의 2000여 명의 노동자들은 “노동시간 단축” “임금 인상” “인종차별 반대” “식사 개선” “조선인 해고 반대” “일본인 교육계장과 인사계장의 면직”이라는 총 6개의 요구조건을 내걸고 파업을 벌여 요구를 관철시켰다. 1935년 8월과 1936년 8월 두 차례나 쟁의가 발생되었다.

### 도청이전
1932년 충청남도 도청이 공주에서 대전으로 이전을 함으로써 충청권 행정의 중심이 되었으며 도시가 목척교를 건너 용두동 구릉지대까지 확대되었다. 1915년 6,061명이던 인구가 도청 이전 당시에는 6배로 늘어서 33,843명에 달하였다. 또한, 1936년 서대전역이 개설되면서 더 서쪽으로 개발이 진행되었다.

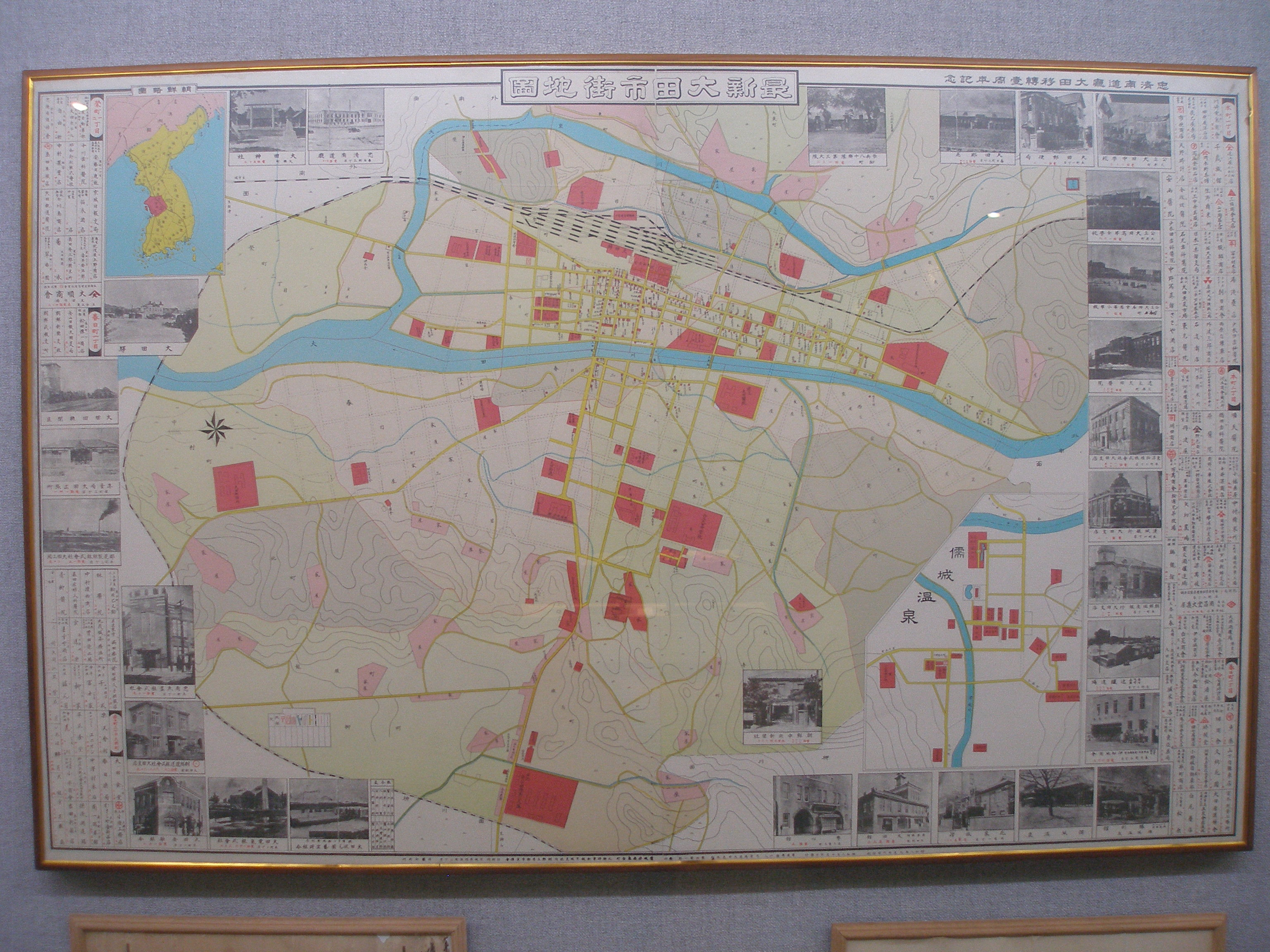
1934년 도청대전이전 2주년 기념 최신지도

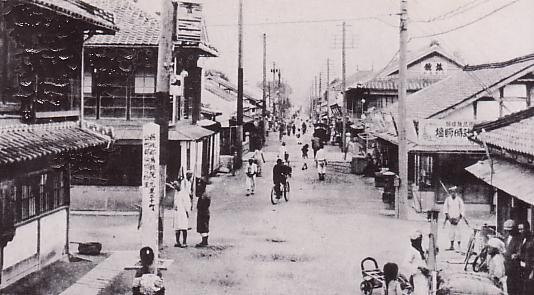
일제강점기 당시 정동

### 해방
일본의 2차세계대전 항복 선언 후, 1945년 10월7일 미군이 대전에 진주하였다. 미군정하의 초대도지사는 카프 대령이었으며 일본군에 대한 무장해제와 함께 박재홍지사로부터 업무인계를 받았다.

## 해방후
해방후 1949년 대전부에서 대전시로 개칭하였으며 해외동포가 돌아와 대전에 자리를 잡았다. 1950년 한국전쟁으로 인하여 서울에서 피난 온 임시 정부가 대전에 잠시 머물렀으며, 교통의 요지였으므로 대전 전투가 벌어졌다. 한국전쟁 기간에는 월남 피난민이 대거 유입되었으며, 1960년대 이후 급격한 도시화와 공업화로 인하여 농촌인구가 유입되어 인구가 급증하였으며 시역은 계속 넓혀저서 1963년 유천동과 회덕 그리고 산내가 대전시로 편입되었다.
1960년 3월 8일에는 이승만 정권의 부정선거와 부패에 맞서 대전의 수천 명의 고등학생이 교실을 박차고 나와 시위를 벌였다. 이 의거는 마산의 3월 15일 의거로 이어졌고 급기야 4·19혁명의 도화선이 되었다.
1973년 대덕연구단지가 개발되어 서울 홍릉의 한국과학기술연구원이 이전을 해 옴에 따라 과학기술의 중심지가 되었다. 1989년 1월 1일 대덕군과 유성군을 통합하여 100만 명을 돌파하여 대전직할시로 승격하여 행정상 충청남도에서 분리 독립하였다. 1993년 대전 세계박람회가 개최되어 과학기술도시로서 위상을 확립하였고, 1995년 1월 1일 대전직할시에서 대전광역시로 명칭이 변경되었다. 1998년 정부청사에 중앙행정기관이 대거 이전해 와서 국가 행정 기능의 일부를 담당하게 되었다.
1985년 둔산신도시의 개발이 시작되었고, 1999년 시청이 둔산 신도심으로 이동하여 대전역을 중심으로하는 구도심과 신도심이 분리되었다.

## 연보

### 역사 이전
- 구석기 · 신석기시대에는 서구 둔산동 일대에 사람의 흔적이 있다.
- 청동기시대에는 서구 괴정동과 탄방동, 둔산동 일대에 사람이 살았다.

### 삼한·삼국시대
- 삼한시대에는 유성구에 마한 신흔국(신첩국, 臣疊國)을 이루었다.
- 백제시대에는 우술군(雨述郡)과 황등야군(黃等也郡)에 속하였다.
- 757년, 신라의 삼국통일 후 비풍군(比豊郡)과 황산군(黃山郡)에 속하였다.

### 고려·조선시대
- 1018년, 비풍군(比豊郡)이 공주목(公州牧)에 편입되었다.
- 1413년, 공주목의 회덕현(懷德縣)과 진잠현(鎭岑縣)의 지역이 되었다.
- 1895년 음력 5월 26일 회덕현, 진잠현을 공주부 회덕군(懷德郡), 진잠군(鎭岑郡)으로 개편하였다.
- 1896년 충청남도 회덕군, 진잠군으로 개편하였다.

### 일제 강점기
- 1904년, 대전수비대 설치, 한성영사관 경찰 대전순사주재소, 대전역사 신설, 일본인 거류지 형성, 원동소학교 개교
- 1905년, 경부선 대전역이 개통되면서 급속도로 발전하였다.
- 1914년 4월 1일 일제의 행정구역 조정으로 회덕군, 진잠군 및 공주군 유성면을 관할로 대전군을 설치하였다.[9] 대전군 대전면은 현재의 인동 · 중동 · 원동 · 정동 · 삼성동 지역에 해당한다.
- 1914년 3월 22일 호남선 철도 전체 개통
- 1917년 10월 1일 일제의 지정면 제도에 의해 대전면이 지정면이 되었으며 외남면의 일부(대전리, 대흥리, 수침리, 목척리, 발암리, 무사리 일부, 외천리 일부, 소제리 일부)를 편입하였다.
- 1926년 3월 1일 외남면의 일부(외천리 일부, 소제리 일부, 대동리, 신대리, 연효리)를 편입하였다.
- 1928년 6월 20일 대전역 신축 낙성식
- 1931년 4월 1일 대전면을 대전읍으로 승격하였다.[10]
- 1932년 10월 1일 충남도청이 공주에서 대전으로 이전하였으며 외남면의 일부(방축리, 대사리, 부사리)와 유천면의 일부(용두리, 평리 일부(하평))를 편입하였다.
- 1934년, 상수도 공급
- 1935년 10월 1일 대전읍을 대전부로 승격하고, 대전군을 대덕군(大德郡)으로 개칭하였다.
- 1939년, 대전-서울간 복선 열차 운행 시작
- 1940년 11월 1일 대덕군 외남면 등을 대전부에 편입하였다.[11] (10면)

| 조선총독부령 제220호                                                      |             |
| 구 행정구역                                                               | 신 행정구역 |
| 대덕군 유천면 유천리, 과례리, 당대리, 용두리 일부, 평리 일부(상평)        | 대전부 일부 |
| 대덕군 외남면 홍도리, 가양리, 탁곤리, 연효리, 산소리, 용방리, 중촌리 일부 | 대전부 일부 |
| 대덕군 산내면 석교리                                                      | 대전부 일부 |
| 대덕군 외남면 삼정리, 가오리, 호동리, 옥계리, 대성리                      | 산내면 일부 |

### 광복 이후
- 1946년 1월 1일: 일본식 정(町)명을 개정하였다.

| 구 구역 | 신 구역                                                                              |
| --- | ------------------------------------------------------------------------------------ |
| 대전부 본정(本町)1~3정목, 춘일정(春日町)1~3정목, 영정(榮町)1~3정목, 동정(東町)1~2정목                                                                                 | 원동·인동·효동, 중동·은행동·선화동, 정동·삼성동·성남동, 신안동·소제동                |
| 대전부 대흥정, 대사정, 용두정, 유천정, 석교정, 중촌정, 홍도정, 가양정, 천정(泉町), 대동정                                                                             | 대흥동, 대사동, 용두동, 유천동, 석교동, 중촌동, 홍도동, 가양동, 천동, 대동           |
| 대전부 대평정(大平町), 연병정(練兵町), 산수정(山手町), 보문정(寶文町), 북정(北町), 유정(柳町), 서정(西町), 선암정(仙岩町), 동광정(東光町), 청수정(淸水町), 욱정(旭町) | 태평동, 문화동, 산성동, 부사동, 목동, 오류동, 문창동, 용운동, 자양동, 판암동, 신흥동 |
- 1949년 8월 15일 지방자치제 실시로 대전부를 대전시(大田市)로 개칭하였다.
- 1963년 1월 1일 대덕군 유천면 일원 등을 대전시에 편입하였다.[12]

| 법률 제1175호                                |             |
| 구 행정구역                                  | 신 행정구역 |
| 대덕군 유천면 일원                           | 대전시 일부 |
| 대덕군 회덕면 대화리, 오정리, 용전리         | 대전시 일부 |
| 대덕군 산내면 옥계리, 가오리, 삼정리, 호동리 | 대전시 일부 |
- 1970년 9월 17일 경부고속도로 완전 개통(서울 ~ 부산)
- 1970년 12월 30일 호남고속도로 개통(대전 ~ 전주 구간)
- 1971년 7월 1일 동부 · 중부 · 서부 · 북부 출장소가 설치되었다.
- 1977년 9월 1일 출장소제가 폐지되고 동구와 중구가 설치되었다.
- 1983년 2월 15일 대덕군 유성읍·회덕면 일원, 구즉면·탄동면·기성면·진잠면 각 일부를 편입하였고, 중구 유성출장소를 설치(1984년 시직할 출장소로 승격)하였다.[13]

| 대통령령 제11027호                                                    |                |
| 구 행정구역                                                           | 신 행정구역    |
| 대덕군 회덕면 일원                                                    | 대전 동구 일부 |
| 대덕군 유성읍 일원                                                    | 대전 중구 일부 |
| 대덕군 구즉면 원촌리·문지리·전민리, 용산리 일부                       | 대전 중구 일부 |
| 대덕군 탄동면 신성리·가정리·도룡리·장동리·내동리·화암리·덕진리·하기리 | 대전 중구 일부 |
| 대덕군 기성면 관저리·도안리·가수원리                                  | 대전 중구 일부 |
| 대덕군 진잠면 교촌리·내동리·대정리·용계리·학하리                      | 대전 중구 일부 |
- 1987년 1월 1일 대덕군 진잠면 계산리를 편입하였다.
- 1988년 1월 1일 서구가 신설되었다.[14]
- 1989년 1월 1일 대덕군 진잠면 남선리를 제외한 전역이 편입하여 대전직할시로 승격하였고 대덕구 · 유성구가 신설되었다.[15]

| 법률 제4049호 대전직할시설치에관한법률                                              |                  |
| 구 행정구역                                                                         | 신 행정구역      |
| 대덕군 동면 일원                                                                    | 대전 동구 일부   |
| 대덕군 산내면 낭월리·대별리·이사리·대성리·장척리·소호리·구도리·삼괴리·상소리·하소리 | 대전 동구 일부   |
| 대덕군 산내면 무수리·구완리·침산리·목달리·정생리·어남리·금동리                      | 대전 중구 일부   |
| 대덕군 기성면 일원                                                                  | 대전 서구 일부   |
| 대덕군 신탄진읍 일원                                                                | 대전 대덕구 일부 |
| 대덕군 구즉면 일원                                                                  | 대전 유성구 일부 |
| 대덕군 탄동면 일원                                                                  | 대전 유성구 일부 |
| 대덕군 진잠면(남선리 제외) 일원                                                     | 대전 유성구 일부 |
- 1995년 1월 1일 대전직할시를 대전광역시로 개칭하였다.
- 1997년 12월 30일 정부대전청사가 준공되었다.
- 1999년 12월 30일 대전광역시청을 중구 대흥동에서 서구 둔산동으로 이전하였다.

## 같이 보기
- 대전군
- 대덕군